# Gálatas 6
Gálatas 6 é o sexto e último capítulo da Epístola aos Gálatas, de autoria do Apóstolo Paulo, que faz parte do Novo Testamento da Bíblia.

## Estrutura
I. Advertências, instruções e exortações (continuação de Gálatas 5)
1. Características da vida espiritual
a) Ajudar e levar as cargas, v. 1-2
b) Humildade, exame de consciência, confiança em si mesmo e benevolência, v. 3-6
c) A lei da semeadura e da colheita também se aplica no reino moral, v. 7-9
2. Contraste entre a doutrina dos falsos mestres e a de Paulo
a) A primeira gloria-se nos ritos cerimoniais e nas marcas da carne; a segunda, na cruz e nas marcas do Senhor Jesus, v. 10-18

## Manuscritos originais
- O texto original é escrito em grego Koiné.
- Alguns dos manuscritos que contém este capítulo ou trechos dele são:
  - Papiro 46
  - Papiro 99
  - Codex Vaticanus
  - Codex Sinaiticus
  - Codex Alexandrinus
  - Codex Ephraemi Rescriptus
  - Codex Claromontanus
- Este capítulo é dividido em 18 versículos.